# Forge World
Forge World è una società controllata dalla Games Workshop, che produce su licenza della stessa materiale per Warhammer 40000, Epic Armageddon, Warhammer Apocalisse, Warhammer, Warmaster e Battlefleet Gothic, oltre ad altri marchi relativi a queste serie pubblicate dalla casa madre.
La Forge World è stata fondata nel 1999 a Nottingham, come branca della Games Workshop e si pone come editrice di modellini . I modelli della Forge World sono per lo più dedicati a Epic Armageddon e a Warhammer Apocalisse, visto che i regolamenti per usare questi modelli sono pubblicati dalla stessa Forge World; nonostante ciò, molti modelli possono essere integrati per essere giocati nelle normali partite di Warhammer 40000.
La Forge World produce anche altri tipi di miniature e una gamma di terreni per Warhammer e Warhammer 40000

## Linee di prodotti
- Miniature da 28mm, utilizzabili per Warhammer 40000 e Warhammer Apocalisse.
- Aeronautica Imperialis: gioco di aerei che utilizza la stessa scala di Epic Armageddon
- Regolamenti di gioco per Epic Armageddon e guida alle miniature pubblicate dalla stessa Forge World
- Terreni di gioco ed elementi scenici
- Miniature da collezione